# Brunbandad uggla
Brunbandad uggla (Strix albitarsis) är en fågel i familjen ugglor inom ordningen ugglefåglar.

## Utseende och läte
Brunbandad uggla är en medelstor uggla mönstrad i rostrött, mörkbrunt och vitt. Den uppvisar framför allt rostrött i ansiktet och en fläckad vit buk. Lätena liknar svartvit uggla men är långsammare, en serie med korta hoanden avslutad med en kraftfullare och mer utdragen ton på slutet.

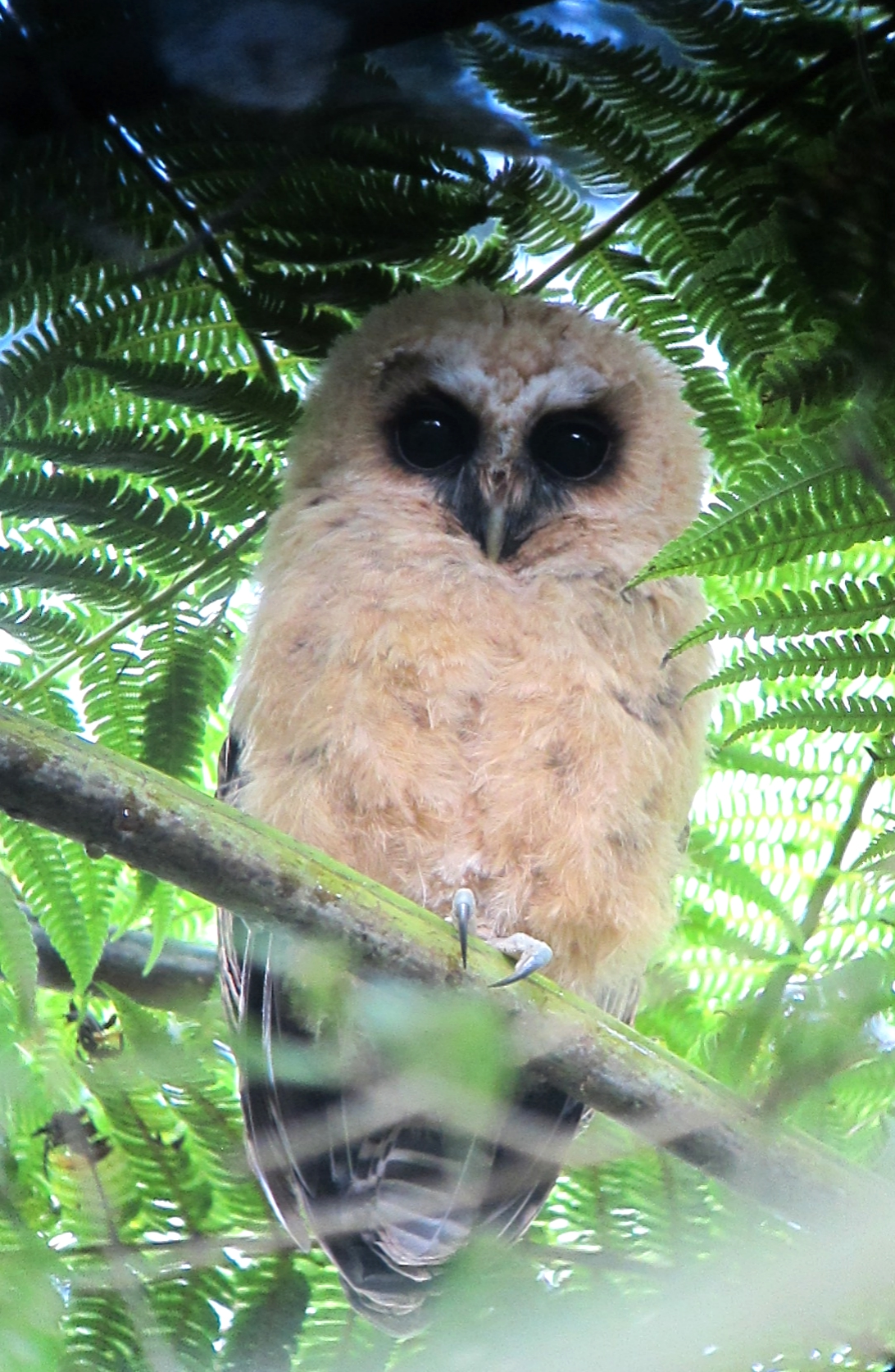
Ungfågel.

## Utbredning och systematik
Fågeln återfinns i Anderna från Colombia och Venezuela till Ecuador, Peru och Bolivia. Den behandlas antingen som monotypisk eller delas in i tre underarter med följande utbredning:
- Strix albitarsis albitarsis – förekommer i Colombia, Ecuador och  Venezuela
- Strix albitarsis opaca – förekommer i centrala Peru
- Strix albitarsis tertia – förekommer i Bolivia

### Släktestillhörighet
Tidigare placerades arten ofta tillsammans med brunstrimmig uggla, svartvit uggla och svartbandad uggla i det egna släktet Ciccaba. Genetiska studier visar dock att virgata är en del av Strix.

## Levnadssätt
Brunbandad uggla hittas i subtropiska och tempererade zonen i Anderna, på mellan 1700 och 3000 meters höjd. Den är nattlevande och liksom de flesta ugglor hörs den mycket oftare än ses.

## Status och hot
Arten har ett stort utbredningsområde, men tros minska i antal, dock inte tillräckligt kraftigt för att den ska betraktas som hotad. Internationella naturvårdsunionen IUCN listar arten som livskraftig (LC).